# Tour Colombia de 2020
A 3.ª edição do Tour Colombia foi uma corrida de ciclismo de estrada por etapas que se celebrou entre 11 e 16 de fevereiro de 2020 na Colômbia com início na cidade de Tunja e final na cidade de Bogotá. O percurso constou de um total de 6 etapas sobre uma distância total de 823,3 km.
A corrida fez parte do UCI America Tour de 2020, calendário ciclístico dos Circuitos Continentais da UCI, dentro da categoria 2.1 e foi vencida pelo colombiano Sergio Higuita do EF. Completaram o pódio, como segundo e terceiro classificado respectivamente, o também colombiano Daniel Felipe Martínez e o equatoriano Jonathan Caicedo, ambos colegas de equipa do vencedor.

## Equipas participantes
Tomaram parte na carreira 27 equipas: 6 de categoria UCI WorldTeam convidados pela organização, 6 de categoria UCI ProTeam, 10 de categoria Continental; e 5 selecções nacionais. Formaram assim um pelotão de 161 ciclistas dos que acabaram 131. As equipas participantes foram:
| Equipes WorldTeam (6)- Deceuninck-Quick Step - EF Pro Cycling - Israel Start-Up Nation - Movistar Team - Ineos - UAE Team Emirates Equipes ProTeam (6)- Androni Giocattoli-Sidermec - Bardiani CSF Faizanè - Rally Cycling - Uno-X Norwegian Development - Vini Zabù-KTM - Team Novo Nordisk Equipes Continentais (10)- Colombia Tierra de Atletas-GW Bicicletas - EPM-Scott - Equipo Continental Supergiros - Equipo Continental Orgullo Paisa - Medellín - Efapel - Agrupación Virgen de Fátima-SaddleDrunk - Team Illuminate - Canel's Pro Cycling - Amore & Vita-Prodir Equipes nacionais (5)- Brasil - Colômbia - Equador - Venezuela - Rússia |
| |

## Percorrido
O Tour Colombia percorreu os departamentos de Boyacá, Cundinamarca e a capital Bogotá, em comemoração aos 200 anos da independência nacional. O percurso dispôs de seis etapas dividido numa contrarrelógio individual, uma etapa plana, duas etapas em media montanha, e uma etapa de alta montanha para um percurso total de 823,3 quilómetros.
| Etapa | Data    | Percurso                      | type                       | Distância (km) | Vencedor               | Líder geral      |
| ----- | ------- | ----------------------------- | -------------------------- | -------------- | ---------------------- | ---------------- |
| 1     | 11 fev. | Tunja – Tunja                 | contrarrelógio por equipes | 16,7           | EF Pro Cycling         | Jonathan Caicedo |
| 2     | 12 fev. | Paipa – Duitama               | etapa plana                | 152,4          | Juan Sebastián Molano  | Jonathan Caicedo |
| 3     | 13 fev. | Paipa – Sogamoso              | etapa escarpada            | 177            | Juan Sebastián Molano  | Jonathan Caicedo |
| 4     | 14 fev. | Paipa – Santa Rosa de Viterbo | etapa escarpada            | 169            | Sergio Higuita         | Sergio Higuita   |
| 5     | 15 fev. | Paipa – Zipaquirá             | média montanha             | 174,9          | Juan Sebastián Molano  | Sergio Higuita   |
| 6     | 16 fev. | Zipaquirá – Alto El Verjón    | alta montanha              | 121,8          | Daniel Felipe Martínez | Sergio Higuita   |

## Principais convidados
Como parte do pelotão internacional, os principais convidados foram:
- Julian Alaphilippe (Deceuninck-Quick Step). O ciclista francês de 27 anos volta pela terceira vez consecutiva ao Tour Colombia onde já tem 2 triunfos de etapa, mantendo a sua fórmula de sucesso depois de um 2019 de sonho em onde repetiu a marca de 12 vitórias da temporada anterior mas conseguindo triunfos de maior renome ao ganhar o seu primeiro monumento com uma Milão-Sanremo e se ter mantido 14 dias como líder do Tour de France os quais o levaram a ser distinto como o melhor ciclista da temporada de 2019 com o Vélo D'Or. Iniciou a sua temporada na passada Volta a San Juan de onde teve que se retirar depois de finalizadas 2 etapas devido a problemas estomacal.[5]
- Richard Carapaz (Team INEOS). O ciclista equatoriano de 26 anos, histórico vencedor do Giro d'Italia de 2019, sendo um dos ciclistas revelação da temporada anterior, volta pela terceira vez ao Tour Colombia em onde foi nono o ano anterior e na que será a sua primeira competição como integrante da Team INEOS tendo em vista preparar o Giro e revalidar a vitória obtida na edição anterior.
- Bob Jungels (Deceuninck-Quick Step). Bicampeão do Campeonato do Luxemburgo de Ciclismo Contrarrelógio e rota do Luxemburgo, ganhador de uma Liège-Bastogne-Liège em 2018 e ganhador de uma etapa na edição anterior do Tour Colombia. O luxemburguês de 27 anos, arranca a sua temporada na Colômbia face a seus objectivos da temporada.
- Fabio Aru (UAE Team Emirates). Ganhador da Volta a Espanha de 2015, segundo no Giro d'Italia de 2015 e terceiro no Giro d'Italia de 2014. O ciclista italiano de 29 anos quem tem vindo se recuperando[6] da angioplastia à sua perna esquerda realizada no ano anterior[7] será estreante no Tour Colombia na sua rota para recuperar o nível atingido em temporadas anteriores.

Como parte do pelotão nacional, os principais convidados foram:
- Egan Bernal (Team INEOS). O ciclista colombiano de 23 anos, primeiro latino-americano a ganhar o Tour de France e terceiro ciclista mais jovem em consegui-lo, volta pela terceira vez ao Tour Colombia, em onde foi o vencedor da edição inaugural, iniciando a sua preparação tendo em vista revalidar o seu título no Tour. Iniciou a sua temporada nos campeonatos da Colômbia de Contrarrelógio e Rota em onde ocupou as posições 3.ª e 2.ª respectivamente.
- Rigoberto Urán (EF). O ciclista colombiano de 33 anos, duplo subcampeão do Giro d'Italia, segundo no Tour de France de 2017 e terceiro na edição inaugural com vitória de etapa, voltará a competir logo a mais de 5 meses de recuperação depois da queda que lhe causou múltiplas fracturas na sexta etapa de passagem Volta a Espanha.[8] No Tour Colombia regista uma vitória de etapa individual e uma por equipas com o EF nas suas 2 participações anteriores.
- Esteban Chaves (Mitchelton-Scott competirá com a Selecção Colômbia). O ciclista colombiano de 30 anos, subcampeão do Giro d'Italia de 2016, terceiro na Volta a Espanha de 2016 e ganhador do Giro de Lombardia em 2016, primeiro e único monumento de ciclismo ganhado por um ciclista da américa latina, estreia no Tour Colombia como líder da selecção Colômbia de ciclismo.[9]

## Desenvolvimento da corrida

### 1.ª etapa
| Tunja - Tunja | contrarrelógio por equipes | (16,7 km) |

| \| Classificação por etapas \| Classificação por etapas \| Classificação por etapas \| Classificação por etapas \| Classificação por etapas \| Classificação por etapas \| \| Equipe \| Equipe \| Tempo \| Intervalo de tempo \| Rapidez \| \| \| ------------------------ \| --------------------------- \| ------------------------ \| ------------------------ \| ------------------------ \| ------------------------ \| \| 1. \| EF Pro Cycling \| 18m01s \| 0s \| 55.615 km/h \| \| \| 2. \| Deceuninck-Quick Step \| 18m46s \| + 45s \| 53.393 km/h \| \| \| 3. \| Ineos \| 18m47s \| + 46s \| 53.345 km/h \| \| \| 4. \| Rally Cycling \| 19m00s \| + 59s \| 52.737 km/h \| \| \| 5. \| UAE Team Emirates \| 19m01s \| + 1m00s \| 52.691 km/h \| \| \| 6. \| EPM-Scott \| 19m01s \| + 1m00s \| 52.691 km/h \| \| \| 7. \| Movistar Team \| 19m03s \| + 1m02s \| 52.598 km/h \| \| \| 8. \| Israel Start-Up Nation \| 19m22s \| + 1m21s \| 51.738 km/h \| \| \| 9. \| Medellín \| 19m23s \| + 1m22s \| 51.694 km/h \| \| \| 10. \| Uno-X Norwegian Development \| 19m33s \| + 1m32s \| 51.253 km/h \| \| |                             |        |                    |             |
| |                             |        |                    |             |
| Fonte: ProCyclingStats |                             |        |                    |             |
| Classificação por etapas |                             |        |                    |             |
| Equipe | Equipe                      | Tempo  | Intervalo de tempo | Rapidez     |
| 1. | EF Pro Cycling              | 18m01s | 0s                 | 55.615 km/h |
| 2. | Deceuninck-Quick Step       | 18m46s | + 45s              | 53.393 km/h |
| 3. | Ineos                       | 18m47s | + 46s              | 53.345 km/h |
| 4. | Rally Cycling               | 19m00s | + 59s              | 52.737 km/h |
| 5. | UAE Team Emirates           | 19m01s | + 1m00s            | 52.691 km/h |
| 6. | EPM-Scott                   | 19m01s | + 1m00s            | 52.691 km/h |
| 7. | Movistar Team               | 19m03s | + 1m02s            | 52.598 km/h |
| 8. | Israel Start-Up Nation      | 19m22s | + 1m21s            | 51.738 km/h |
| 9. | Medellín                    | 19m23s | + 1m22s            | 51.694 km/h |
| 10. | Uno-X Norwegian Development | 19m33s | + 1m32s            | 51.253 km/h |

| \| Classificação geral \| Classificação geral \| Classificação geral \| Classificação geral \| Classificação geral \| \| Ciclista \| Ciclista \| Equipe \| Tempo \| \| \| ------------------- \| ---------------------- \| --------------------- \| ------------------- \| ------------------- \| \| 1. \| Jonathan Caicedo \| EF Pro Cycling \| 18m01s \| \| \| 2. \| Sergio Higuita \| EF Pro Cycling \| + 0s \| \| \| 3. \| Daniel Felipe Martínez \| EF Pro Cycling \| + 0s \| \| \| 4. \| Tejay van Garderen \| EF Pro Cycling \| + 0s \| \| \| 5. \| Lawson Craddock \| EF Pro Cycling \| + 9s \| \| \| 6. \| Julian Alaphilippe \| Deceuninck-Quick Step \| + 45s \| \| \| 7. \| Bob Jungels \| Deceuninck-Quick Step \| + 45s \| \| \| 8. \| Jannik Steimle \| Deceuninck-Quick Step \| + 45s \| \| \| 9. \| Bert Van Lerberghe \| Deceuninck-Quick Step \| + 45s \| \| \| 10. \| Egan Bernal \| Team Ineos \| + 46s \| \| |                        |                       |        |
| |                        |                       |        |
| Fonte: ProCyclingStats |                        |                       |        |
| Classificação geral |                        |                       |        |
| Ciclista | Ciclista               | Equipe                | Tempo  |
| 1. | Jonathan Caicedo       | EF Pro Cycling        | 18m01s |
| 2. | Sergio Higuita         | EF Pro Cycling        | + 0s   |
| 3. | Daniel Felipe Martínez | EF Pro Cycling        | + 0s   |
| 4. | Tejay van Garderen     | EF Pro Cycling        | + 0s   |
| 5. | Lawson Craddock        | EF Pro Cycling        | + 9s   |
| 6. | Julian Alaphilippe     | Deceuninck-Quick Step | + 45s  |
| 7. | Bob Jungels            | Deceuninck-Quick Step | + 45s  |
| 8. | Jannik Steimle         | Deceuninck-Quick Step | + 45s  |
| 9. | Bert Van Lerberghe     | Deceuninck-Quick Step | + 45s  |
| 10. | Egan Bernal            | Team Ineos            | + 46s  |

### 2.ª etapa
| Paipa - Duitama | etapa plana | (152,4 km) |

| \| Classificação por etapas \| Classificação por etapas \| Classificação por etapas \| Classificação por etapas \| Classificação por etapas \| \| Ciclista \| Ciclista \| Equipe \| Tempo \| \| \| ------------------------ \| ------------------------ \| ----------------------------- \| ------------------------ \| ------------------------ \| \| 1. \| Juan Sebastián Molano \| UAE Team Emirates \| 3h12m09s \| \| \| 2. \| Álvaro Hodeg \| Deceuninck-Quick Step \| + 0s \| \| \| 3. \| Itamar Einhorn \| Israel Start-Up Nation \| + 0s \| \| \| 4. \| Jhonatan Restrepo \| Androni Giocattoli-Sidermec \| + 0s \| \| \| 5. \| Edwin Ávila \| Israel Start-Up Nation \| + 0s \| \| \| 6. \| Bryan Gomez \| Equipo Continental Supergiros \| + 0s \| \| \| 7. \| Colin Joyce \| Rally Cycling \| + 0s \| \| \| 8. \| Marco Benfatto \| Bardiani CSF Faizanè \| + 0s \| \| \| 9. \| Julián Molano \| \| + 0s \| \| \| 10. \| Félix Barón \| Illuminate \| + 0s \| \| |                       |                               |          |
| |                       |                               |          |
| Fonte: ProCyclingStats |                       |                               |          |
| Classificação por etapas |                       |                               |          |
| Ciclista | Ciclista              | Equipe                        | Tempo    |
| 1. | Juan Sebastián Molano | UAE Team Emirates             | 3h12m09s |
| 2. | Álvaro Hodeg          | Deceuninck-Quick Step         | + 0s     |
| 3. | Itamar Einhorn        | Israel Start-Up Nation        | + 0s     |
| 4. | Jhonatan Restrepo     | Androni Giocattoli-Sidermec   | + 0s     |
| 5. | Edwin Ávila           | Israel Start-Up Nation        | + 0s     |
| 6. | Bryan Gomez           | Equipo Continental Supergiros | + 0s     |
| 7. | Colin Joyce           | Rally Cycling                 | + 0s     |
| 8. | Marco Benfatto        | Bardiani CSF Faizanè          | + 0s     |
| 9. | Julián Molano         |                               | + 0s     |
| 10. | Félix Barón           | Illuminate                    | + 0s     |

| \| Classificação geral \| Classificação geral \| Classificação geral \| Classificação geral \| Classificação geral \| \| Ciclista \| Ciclista \| Equipe \| Tempo \| \| \| ------------------- \| ---------------------- \| --------------------- \| ------------------- \| ------------------- \| \| 1. \| Jonathan Caicedo \| EF Pro Cycling \| 3h30m10s \| \| \| 2. \| Sergio Higuita \| EF Pro Cycling \| + 0s \| \| \| 3. \| Daniel Felipe Martínez \| EF Pro Cycling \| + 0s \| \| \| 4. \| Tejay van Garderen \| EF Pro Cycling \| + 0s \| \| \| 5. \| Lawson Craddock \| EF Pro Cycling \| + 9s \| \| \| 6. \| Bert Van Lerberghe \| Deceuninck-Quick Step \| + 45s \| \| \| 7. \| Jannik Steimle \| Deceuninck-Quick Step \| + 45s \| \| \| 8. \| Egan Bernal \| Team Ineos \| + 46s \| \| \| 9. \| Richard Carapaz \| Team Ineos \| + 46s \| \| \| 10. \| Jhonatan Narváez \| Team Ineos \| + 46s \| \| |                        |                       |          |
| |                        |                       |          |
| Fonte: ProCyclingStats |                        |                       |          |
| Classificação geral |                        |                       |          |
| Ciclista | Ciclista               | Equipe                | Tempo    |
| 1. | Jonathan Caicedo       | EF Pro Cycling        | 3h30m10s |
| 2. | Sergio Higuita         | EF Pro Cycling        | + 0s     |
| 3. | Daniel Felipe Martínez | EF Pro Cycling        | + 0s     |
| 4. | Tejay van Garderen     | EF Pro Cycling        | + 0s     |
| 5. | Lawson Craddock        | EF Pro Cycling        | + 9s     |
| 6. | Bert Van Lerberghe     | Deceuninck-Quick Step | + 45s    |
| 7. | Jannik Steimle         | Deceuninck-Quick Step | + 45s    |
| 8. | Egan Bernal            | Team Ineos            | + 46s    |
| 9. | Richard Carapaz        | Team Ineos            | + 46s    |
| 10. | Jhonatan Narváez       | Team Ineos            | + 46s    |

### 3.ª etapa
| Paipa - Sogamoso | etapa escarpada | (177 km) |

| \| Classificação por etapas \| Classificação por etapas \| Classificação por etapas \| Classificação por etapas \| Classificação por etapas \| \| Ciclista \| Ciclista \| Equipe \| Tempo \| \| \| ------------------------ \| ------------------------ \| --------------------------- \| ------------------------ \| ------------------------ \| \| 1. \| Juan Sebastián Molano \| UAE Team Emirates \| 3h57m00s \| \| \| 2. \| Edwin Ávila \| Israel Start-Up Nation \| + 0s \| \| \| 3. \| Álvaro Hodeg \| Deceuninck-Quick Step \| + 0s \| \| \| 4. \| Julián Molano \| \| + 0s \| \| \| 5. \| Jhonatan Restrepo \| Androni Giocattoli-Sidermec \| + 0s \| \| \| 6. \| Umberto Marengo \| Vini Zabù-KTM \| + 0s \| \| \| 7. \| Bert Van Lerberghe \| Deceuninck-Quick Step \| + 0s \| \| \| 8. \| Travis McCabe \| Israel Start-Up Nation \| + 0s \| \| \| 9. \| Richard Carapaz \| Team Ineos \| + 0s \| \| \| 10. \| Idar Andersen \| Uno-X Norwegian Development \| + 0s \| \| |                       |                             |          |
| |                       |                             |          |
| Fonte: ProCyclingStats |                       |                             |          |
| Classificação por etapas |                       |                             |          |
| Ciclista | Ciclista              | Equipe                      | Tempo    |
| 1. | Juan Sebastián Molano | UAE Team Emirates           | 3h57m00s |
| 2. | Edwin Ávila           | Israel Start-Up Nation      | + 0s     |
| 3. | Álvaro Hodeg          | Deceuninck-Quick Step       | + 0s     |
| 4. | Julián Molano         |                             | + 0s     |
| 5. | Jhonatan Restrepo     | Androni Giocattoli-Sidermec | + 0s     |
| 6. | Umberto Marengo       | Vini Zabù-KTM               | + 0s     |
| 7. | Bert Van Lerberghe    | Deceuninck-Quick Step       | + 0s     |
| 8. | Travis McCabe         | Israel Start-Up Nation      | + 0s     |
| 9. | Richard Carapaz       | Team Ineos                  | + 0s     |
| 10. | Idar Andersen         | Uno-X Norwegian Development | + 0s     |

| \| Classificação geral \| Classificação geral \| Classificação geral \| Classificação geral \| Classificação geral \| \| Ciclista \| Ciclista \| Equipe \| Tempo \| \| \| ------------------- \| ---------------------- \| --------------------- \| ------------------- \| ------------------- \| \| 1. \| Jonathan Caicedo \| EF Pro Cycling \| 7h27m10s \| \| \| 2. \| Sergio Higuita \| EF Pro Cycling \| + 0s \| \| \| 3. \| Daniel Felipe Martínez \| EF Pro Cycling \| + 0s \| \| \| 4. \| Tejay van Garderen \| EF Pro Cycling \| + 0s \| \| \| 5. \| Juan Sebastián Molano \| UAE Team Emirates \| + 40s \| \| \| 6. \| Bert Van Lerberghe \| Deceuninck-Quick Step \| + 45s \| \| \| 7. \| Jannik Steimle \| Deceuninck-Quick Step \| + 45s \| \| \| 8. \| Richard Carapaz \| Team Ineos \| + 46s \| \| \| 9. \| Egan Bernal \| Team Ineos \| + 46s \| \| \| 10. \| Jhonatan Narváez \| Team Ineos \| + 46s \| \| |                        |                       |          |
| |                        |                       |          |
| Fonte: ProCyclingStats |                        |                       |          |
| Classificação geral |                        |                       |          |
| Ciclista | Ciclista               | Equipe                | Tempo    |
| 1. | Jonathan Caicedo       | EF Pro Cycling        | 7h27m10s |
| 2. | Sergio Higuita         | EF Pro Cycling        | + 0s     |
| 3. | Daniel Felipe Martínez | EF Pro Cycling        | + 0s     |
| 4. | Tejay van Garderen     | EF Pro Cycling        | + 0s     |
| 5. | Juan Sebastián Molano  | UAE Team Emirates     | + 40s    |
| 6. | Bert Van Lerberghe     | Deceuninck-Quick Step | + 45s    |
| 7. | Jannik Steimle         | Deceuninck-Quick Step | + 45s    |
| 8. | Richard Carapaz        | Team Ineos            | + 46s    |
| 9. | Egan Bernal            | Team Ineos            | + 46s    |
| 10. | Jhonatan Narváez       | Team Ineos            | + 46s    |

### 4.ª etapa
| Paipa - Santa Rosa de Viterbo | etapa escarpada | (169 km) |

| \| Classificação por etapas \| Classificação por etapas \| Classificação por etapas \| Classificação por etapas \| Classificação por etapas \| \| Ciclista \| Ciclista \| Equipe \| Tempo \| \| \| ------------------------ \| ------------------------ \| --------------------------- \| ------------------------ \| ------------------------ \| \| 1. \| Sergio Higuita \| EF Pro Cycling \| 3h58m47s \| \| \| 2. \| Egan Bernal \| Team Ineos \| + 0s \| \| \| 3. \| Julian Alaphilippe \| Deceuninck-Quick Step \| + 1s \| \| \| 4. \| Daniel Felipe Martínez \| EF Pro Cycling \| + 2s \| \| \| 5. \| Torstein Træen \| Uno-X Norwegian Development \| + 2s \| \| \| 6. \| Richard Carapaz \| Team Ineos \| + 2s \| \| \| 7. \| Miguel Flórez López \| Androni Giocattoli-Sidermec \| + 2s \| \| \| 8. \| Jonathan Caicedo \| EF Pro Cycling \| + 4s \| \| \| 9. \| Esteban Chaves \| Colômbia \| + 4s \| \| \| 10. \| Freddy Montaña \| EPM-Scott \| + 4s \| \| |                        |                             |          |
| |                        |                             |          |
| Fonte: ProCyclingStats |                        |                             |          |
| Classificação por etapas |                        |                             |          |
| Ciclista | Ciclista               | Equipe                      | Tempo    |
| 1. | Sergio Higuita         | EF Pro Cycling              | 3h58m47s |
| 2. | Egan Bernal            | Team Ineos                  | + 0s     |
| 3. | Julian Alaphilippe     | Deceuninck-Quick Step       | + 1s     |
| 4. | Daniel Felipe Martínez | EF Pro Cycling              | + 2s     |
| 5. | Torstein Træen         | Uno-X Norwegian Development | + 2s     |
| 6. | Richard Carapaz        | Team Ineos                  | + 2s     |
| 7. | Miguel Flórez López    | Androni Giocattoli-Sidermec | + 2s     |
| 8. | Jonathan Caicedo       | EF Pro Cycling              | + 4s     |
| 9. | Esteban Chaves         | Colômbia                    | + 4s     |
| 10. | Freddy Montaña         | EPM-Scott                   | + 4s     |

| \| Classificação geral \| Classificação geral \| Classificação geral \| Classificação geral \| Classificação geral \| \| Ciclista \| Ciclista \| Equipe \| Tempo \| \| \| ------------------- \| ---------------------- \| ------------------- \| ------------------- \| ------------------- \| \| 1. \| Sergio Higuita \| EF Pro Cycling \| 11h25m47s \| \| \| 2. \| Daniel Felipe Martínez \| EF Pro Cycling \| + 12s \| \| \| 3. \| Jonathan Caicedo \| EF Pro Cycling \| + 14s \| \| \| 4. \| Egan Bernal \| Team Ineos \| + 50s \| \| \| 5. \| Richard Carapaz \| Team Ineos \| + 58s \| \| \| 6. \| Freddy Montaña \| EPM-Scott \| + 1m14s \| \| \| 7. \| Aldemar Reyes Ortega \| EPM-Scott \| + 1m28s \| \| \| 8. \| Gavin Mannion \| Rally Cycling \| + 1m30s \| \| \| 9. \| Sergio Henao \| UAE Team Emirates \| + 1m31s \| \| \| 10. \| Diego Ochoa \| EPM-Scott \| + 1m31s \| \| |                        |                   |           |
| |                        |                   |           |
| Fonte: ProCyclingStats |                        |                   |           |
| Classificação geral |                        |                   |           |
| Ciclista | Ciclista               | Equipe            | Tempo     |
| 1. | Sergio Higuita         | EF Pro Cycling    | 11h25m47s |
| 2. | Daniel Felipe Martínez | EF Pro Cycling    | + 12s     |
| 3. | Jonathan Caicedo       | EF Pro Cycling    | + 14s     |
| 4. | Egan Bernal            | Team Ineos        | + 50s     |
| 5. | Richard Carapaz        | Team Ineos        | + 58s     |
| 6. | Freddy Montaña         | EPM-Scott         | + 1m14s   |
| 7. | Aldemar Reyes Ortega   | EPM-Scott         | + 1m28s   |
| 8. | Gavin Mannion          | Rally Cycling     | + 1m30s   |
| 9. | Sergio Henao           | UAE Team Emirates | + 1m31s   |
| 10. | Diego Ochoa            | EPM-Scott         | + 1m31s   |

### 5.ª etapa
| Paipa - Zipaquirá | média montanha | (174,9 km) |

| \| Classificação por etapas \| Classificação por etapas \| Classificação por etapas \| Classificação por etapas \| Classificação por etapas \| \| Ciclista \| Ciclista \| Equipe \| Tempo \| \| \| ------------------------ \| ------------------------ \| --------------------------- \| ------------------------ \| ------------------------ \| \| 1. \| Juan Sebastián Molano \| UAE Team Emirates \| 4h06m00s \| \| \| 2. \| Álvaro Hodeg \| Deceuninck-Quick Step \| + 0s \| \| \| 3. \| Jhonatan Restrepo \| Androni Giocattoli-Sidermec \| + 0s \| \| \| 4. \| Travis McCabe \| Israel Start-Up Nation \| + 0s \| \| \| 5. \| Colin Joyce \| Rally Cycling \| + 0s \| \| \| 6. \| Juan Francisco Rosales \| Canel's Pro Cycling \| + 0s \| \| \| 7. \| Richard Carapaz \| Team Ineos \| + 0s \| \| \| 8. \| Edwin Ávila \| Israel Start-Up Nation \| + 0s \| \| \| 9. \| Lars Saugstad \| Uno-X Norwegian Development \| + 0s \| \| \| 10. \| Diego Ochoa \| EPM-Scott \| + 0s \| \| |                        |                             |          |
| |                        |                             |          |
| Fonte: ProCyclingStats |                        |                             |          |
| Classificação por etapas |                        |                             |          |
| Ciclista | Ciclista               | Equipe                      | Tempo    |
| 1. | Juan Sebastián Molano  | UAE Team Emirates           | 4h06m00s |
| 2. | Álvaro Hodeg           | Deceuninck-Quick Step       | + 0s     |
| 3. | Jhonatan Restrepo      | Androni Giocattoli-Sidermec | + 0s     |
| 4. | Travis McCabe          | Israel Start-Up Nation      | + 0s     |
| 5. | Colin Joyce            | Rally Cycling               | + 0s     |
| 6. | Juan Francisco Rosales | Canel's Pro Cycling         | + 0s     |
| 7. | Richard Carapaz        | Team Ineos                  | + 0s     |
| 8. | Edwin Ávila            | Israel Start-Up Nation      | + 0s     |
| 9. | Lars Saugstad          | Uno-X Norwegian Development | + 0s     |
| 10. | Diego Ochoa            | EPM-Scott                   | + 0s     |

| \| Classificação geral \| Classificação geral \| Classificação geral \| Classificação geral \| Classificação geral \| \| Ciclista \| Ciclista \| Equipe \| Tempo \| \| \| ------------------- \| ---------------------- \| ------------------- \| ------------------- \| ------------------- \| \| 1. \| Sergio Higuita \| EF Pro Cycling \| 15h31m47s \| \| \| 2. \| Daniel Felipe Martínez \| EF Pro Cycling \| + 12s \| \| \| 3. \| Jonathan Caicedo \| EF Pro Cycling \| + 14s \| \| \| 4. \| Egan Bernal \| Team Ineos \| + 50s \| \| \| 5. \| Richard Carapaz \| Team Ineos \| + 58s \| \| \| 6. \| Freddy Montaña \| EPM-Scott \| + 1m14s \| \| \| 7. \| Aldemar Reyes Ortega \| EPM-Scott \| + 1m28s \| \| \| 8. \| Gavin Mannion \| Rally Cycling \| + 1m30s \| \| \| 9. \| Sergio Henao \| UAE Team Emirates \| + 1m31s \| \| \| 10. \| Diego Ochoa \| EPM-Scott \| + 1m31s \| \| |                        |                   |           |
| |                        |                   |           |
| Fonte: ProCyclingStats |                        |                   |           |
| Classificação geral |                        |                   |           |
| Ciclista | Ciclista               | Equipe            | Tempo     |
| 1. | Sergio Higuita         | EF Pro Cycling    | 15h31m47s |
| 2. | Daniel Felipe Martínez | EF Pro Cycling    | + 12s     |
| 3. | Jonathan Caicedo       | EF Pro Cycling    | + 14s     |
| 4. | Egan Bernal            | Team Ineos        | + 50s     |
| 5. | Richard Carapaz        | Team Ineos        | + 58s     |
| 6. | Freddy Montaña         | EPM-Scott         | + 1m14s   |
| 7. | Aldemar Reyes Ortega   | EPM-Scott         | + 1m28s   |
| 8. | Gavin Mannion          | Rally Cycling     | + 1m30s   |
| 9. | Sergio Henao           | UAE Team Emirates | + 1m31s   |
| 10. | Diego Ochoa            | EPM-Scott         | + 1m31s   |

### 6.ª etapa
| Zipaquirá - Alto El Verjón | alta montanha | (121,8 km) |

| \| Classificação por etapas \| Classificação por etapas \| Classificação por etapas \| Classificação por etapas \| Classificação por etapas \| \| Ciclista \| Ciclista \| Equipe \| Tempo \| \| \| ------------------------ \| ------------------------ \| ---------------------------------------- \| ------------------------ \| ------------------------ \| \| 1. \| Daniel Felipe Martínez \| EF Pro Cycling \| 4h24m09s \| \| \| 2. \| Sergio Higuita \| EF Pro Cycling \| + 1s \| \| \| 3. \| Egan Bernal \| Team Ineos \| + 3s \| \| \| 4. \| Miguel Flórez López \| Androni Giocattoli-Sidermec \| + 9s \| \| \| 5. \| Jonathan Caicedo \| EF Pro Cycling \| + 14s \| \| \| 6. \| Robinson Chalapud \| Medellín \| + 52s \| \| \| 7. \| Hernán Aguirre \| Colombia Tierra de Atletas-GW Bicicletas \| + 1m08s \| \| \| 8. \| Diego Camargo \| Colombia Tierra de Atletas-GW Bicicletas \| + 1m16s \| \| \| 9. \| Freddy Montaña \| EPM-Scott \| + 1m16s \| \| \| 10. \| Esteban Chaves \| Colômbia \| + 1m16s \| \| |                        |                                          |          |
| |                        |                                          |          |
| Fonte: ProCyclingStats |                        |                                          |          |
| Classificação por etapas |                        |                                          |          |
| Ciclista | Ciclista               | Equipe                                   | Tempo    |
| 1. | Daniel Felipe Martínez | EF Pro Cycling                           | 4h24m09s |
| 2. | Sergio Higuita         | EF Pro Cycling                           | + 1s     |
| 3. | Egan Bernal            | Team Ineos                               | + 3s     |
| 4. | Miguel Flórez López    | Androni Giocattoli-Sidermec              | + 9s     |
| 5. | Jonathan Caicedo       | EF Pro Cycling                           | + 14s    |
| 6. | Robinson Chalapud      | Medellín                                 | + 52s    |
| 7. | Hernán Aguirre         | Colombia Tierra de Atletas-GW Bicicletas | + 1m08s  |
| 8. | Diego Camargo          | Colombia Tierra de Atletas-GW Bicicletas | + 1m16s  |
| 9. | Freddy Montaña         | EPM-Scott                                | + 1m16s  |
| 10. | Esteban Chaves         | Colômbia                                 | + 1m16s  |

## Classificações finais
- As classificações finalizaram da seguinte forma:[10]

### Classificação geral
| \| Classificação geral \| Classificação geral \| Classificação geral \| Classificação geral \| Classificação geral \| \| Ciclista \| Ciclista \| Equipe \| Tempo \| \| \| ------------------- \| ---------------------- \| ---------------------------------------- \| ------------------- \| ------------------- \| \| 1. \| Sergio Higuita \| EF Pro Cycling \| 19h55m01s \| \| \| 2. \| Daniel Felipe Martínez \| EF Pro Cycling \| + 7s \| \| \| 3. \| Jonathan Caicedo \| EF Pro Cycling \| + 33s \| \| \| 4. \| Egan Bernal \| Team Ineos \| + 54s \| \| \| 5. \| Miguel Flórez López \| Androni Giocattoli-Sidermec \| + 2m00s \| \| \| 6. \| Freddy Montaña \| EPM-Scott \| + 2m35s \| \| \| 7. \| Esteban Chaves \| Colômbia \| + 3m08s \| \| \| 8. \| Hernán Aguirre \| Colombia Tierra de Atletas-GW Bicicletas \| + 3m14s \| \| \| 9. \| Torstein Træen \| Uno-X Norwegian Development \| + 3m18s \| \| \| 10. \| Sergio Henao \| UAE Team Emirates \| + 3m21s \| \| |                        |                                          |           |
| |                        |                                          |           |
| Fonte: ProCyclingStats |                        |                                          |           |
| Classificação geral |                        |                                          |           |
| Ciclista | Ciclista               | Equipe                                   | Tempo     |
| 1. | Sergio Higuita         | EF Pro Cycling                           | 19h55m01s |
| 2. | Daniel Felipe Martínez | EF Pro Cycling                           | + 7s      |
| 3. | Jonathan Caicedo       | EF Pro Cycling                           | + 33s     |
| 4. | Egan Bernal            | Team Ineos                               | + 54s     |
| 5. | Miguel Flórez López    | Androni Giocattoli-Sidermec              | + 2m00s   |
| 6. | Freddy Montaña         | EPM-Scott                                | + 2m35s   |
| 7. | Esteban Chaves         | Colômbia                                 | + 3m08s   |
| 8. | Hernán Aguirre         | Colombia Tierra de Atletas-GW Bicicletas | + 3m14s   |
| 9. | Torstein Træen         | Uno-X Norwegian Development              | + 3m18s   |
| 10. | Sergio Henao           | UAE Team Emirates                        | + 3m21s   |

### Classificação da montanha
| Classificação da montanha | Classificação da montanha | Classificação da montanha        | Classificação da montanha | Classificação da montanha |
| Ciclista                  | Ciclista                  | Equipe                           | Pontos                    |                           |
| ------------------------- | ------------------------- | -------------------------------- | ------------------------- | ------------------------- |
| 1.                        | Fabio Duarte              | Medellín                         | 9 pts                     |                           |
| 2.                        | Egan Bernal               | Team Ineos                       | 6 pts                     |                           |
| 3.                        | Daniel Felipe Martínez    | EF Pro Cycling                   | 5 pts                     |                           |
| 4.                        | Robinson Chalapud         | Medellín                         | 5 pts                     |                           |
| 5.                        | Sergio Higuita            | EF Pro Cycling                   | 5 pts                     |                           |
| 6.                        | Simon Pellaud             | Androni Giocattoli-Sidermec      | 4 pts                     |                           |
| 7.                        | Walter Pedraza            | Equipo Continental Supergiros    | 3 pts                     |                           |
| 8.                        | Miguel Flórez López       | Androni Giocattoli-Sidermec      | 2 pts                     |                           |
| 9.                        | Richard Carapaz           | Team Ineos                       | 2 pts                     |                           |
| 10.                       | Edison Muñoz              | Equipo Continental Orgullo Paisa | 2 pts                     |                           |

### Classificação dos pontos
| Classificação por pontos | Classificação por pontos | Classificação por pontos    | Classificação por pontos | Classificação por pontos |
| Ciclista                 | Ciclista                 | Equipe                      | Pontos                   |                          |
| ------------------------ | ------------------------ | --------------------------- | ------------------------ | ------------------------ |
| 1.                       | Juan Sebastián Molano    | UAE Team Emirates           | 45 pts                   |                          |
| 2.                       | Álvaro Hodeg             | Deceuninck-Quick Step       | 34 pts                   |                          |
| 3.                       | Sergio Higuita           | EF Pro Cycling              | 27 pts                   |                          |
| 4.                       | Jhonatan Restrepo        | Androni Giocattoli-Sidermec | 25 pts                   |                          |
| 5.                       | Daniel Felipe Martínez   | EF Pro Cycling              | 23 pts                   |                          |
| 6.                       | Edwin Ávila              | Israel Start-Up Nation      | 23 pts                   |                          |
| 7.                       | Egan Bernal              | Team Ineos                  | 22 pts                   |                          |
| 8.                       | Byron Guamá              | Equador                     | 18 pts                   |                          |
| 9.                       | Richard Carapaz          | Team Ineos                  | 14 pts                   |                          |
| 10.                      | Miguel Flórez López      | Androni Giocattoli-Sidermec | 13 pts                   |                          |

### Classificação dos jovens
| Classificação dos jovens | Classificação dos jovens | Classificação dos jovens                 | Classificação dos jovens | Classificação dos jovens |
| Ciclista                 | Ciclista                 | Equipe                                   | Tempo                    |                          |
| ------------------------ | ------------------------ | ---------------------------------------- | ------------------------ | ------------------------ |
| 1.                       | Sergio Higuita           | EF Pro Cycling                           | 19h55m51s                |                          |
| 2.                       | Daniel Felipe Martínez   | EF Pro Cycling                           | + 7s                     |                          |
| 3.                       | Egan Bernal              | Team Ineos                               | + 54s                    |                          |
| 4.                       | Miguel Flórez López      | Androni Giocattoli-Sidermec              | + 2m00s                  |                          |
| 5.                       | Hernán Aguirre           | Colombia Tierra de Atletas-GW Bicicletas | + 3m14s                  |                          |
| 6.                       | Torstein Træen           | Uno-X Norwegian Development              | + 3m18s                  |                          |
| 7.                       | Diego Camargo            | Colombia Tierra de Atletas-GW Bicicletas | + 3m29s                  |                          |
| 8.                       | Aldemar Reyes Ortega     | EPM-Scott                                | + 4m18s                  |                          |
| 9.                       | Andrés Camilo Ardila     | UAE Team Emirates                        | + 4m37s                  |                          |
| 10.                      | Cristian Camilo Muñoz    | UAE Team Emirates                        | + 4m59s                  |                          |

### Classificação por equipas
| Classificação por equipes | Classificação por equipes                | Classificação por equipes | Classificação por equipes |
| Equipe                    | Equipe                                   | Tempo                     |                           |
| ------------------------- | ---------------------------------------- | ------------------------- | ------------------------- |
| 1.                        | EF Pro Cycling                           | 59h12m37s                 |                           |
| 2.                        | UAE Team Emirates                        | + 6m58s                   |                           |
| 3.                        | EPM-Scott                                | + 7m47s                   |                           |
| 4.                        | Colombia Tierra de Atletas-GW Bicicletas | + 8m36s                   |                           |
| 5.                        | Colômbia                                 | + 10m26s                  |                           |
| 6.                        | Equador                                  | + 13m56s                  |                           |
| 7.                        | Medellín                                 | + 15m40s                  |                           |
| 8.                        | Ineos                                    | + 15m54s                  |                           |
| 9.                        | Israel Start-Up Nation                   | + 17m17s                  |                           |
| 10.                       | Equipo Continental Orgullo Paisa         | + 21m45s                  |                           |

## Evolução das classificações
| Etapa                 | Ganhador de etapa      | Classificação geral | Classificação da montanha | Classificação dos pontos | Clasificación de los jóvenes | Prêmio da combatividad | Classificação por equipas |    |
| --------------------- | ---------------------- | ------------------- | ------------------------- | ------------------------ | ---------------------------- | ---------------------- | ------------------------- | -- |
| 1.ª                   | EF                     | Jonathan Caicedo    | Jonathan Caicedo          | Daniel Felipe Martínez   | Sergio Higuita               | Julian Alaphilippe     | não outorgado             | EF |
| 2.ª                   | Juan Sebastián Molano  | Jonathan Caicedo    | Juan Sebastián Molano     | Aldemar Reis             | Sergio Higuita               | Matthieu Jeannès       | Brayan Sánchez            | EF |
| 3.ª                   | Juan Sebastián Molano  | Jonathan Caicedo    | Juan Sebastián Molano     | Simon Pellaud            | Sergio Higuita               | Sebastián Henao        | Brayan Sánchez            | EF |
| 4.ª                   | Sergio Higuita         | Sergio Higuita      | Juan Sebastián Molano     | Simon Pellaud            | Sergio Higuita               | Lauro Mouro            | Brayan Sánchez            | EF |
| 5.ª                   | Juan Sebastián Molano  | Sergio Higuita      | Juan Sebastián Molano     | Fabio Duarte             | Sergio Higuita               | Simon Pellaud          | Byron Guamá               | EF |
| 6.ª                   | Daniel Felipe Martínez | Sergio Higuita      | Juan Sebastián Molano     | Fabio Duarte             | Sergio Higuita               | Félix Barón            | Byron Guamá               | EF |
| Classificações finais | Classificações finais  | Sergio Higuita      | Juan Sebastián Molano     | Fabio Duarte             | Sergio Higuita               | não outorgado          | Byron Guamá               | EF |

## Ciclistas participantes e posições finais
| Team Ineos INS | Team Ineos INS         | Team Ineos INS |
| -------------- | ---------------------- | -------------- |
| Num            | Ciclista               | Pos            |
| 1              | Egan Bernal (COL)      | 4.             |
| 2              | Richard Carapaz (ECU)  | 30.            |
| 3              | Sebastián Henao (COL)  | NP-6           |
| 4              | Jhonatan Narváez (ECU) | 59.            |
| 5              | Brandon Rivera (COL)   | 44.            |
| 6              | Leonardo Basso (ITA)   | DNF-3          |

| UAE Team Emirates UAD | UAE Team Emirates UAD       | UAE Team Emirates UAD |
| --------------------- | --------------------------- | --------------------- |
| Num                   | Ciclista                    | Pos                   |
| 11                    | Andrés Camilo Ardila (COL)  | 17.                   |
| 12                    | Fabio Aru (ITA)             | 12.                   |
| 13                    | Sergio Henao (COL)          | 10.                   |
| 14                    | Juan Sebastián Molano (COL) | 87.                   |
| 15                    | Cristian Camilo Muñoz (COL) | 18.                   |
| 16                    | Maximiliano Richeze (ARG)   | NP-6                  |

| Deceuninck-Quick Step DQT | Deceuninck-Quick Step DQT | Deceuninck-Quick Step DQT |
| ------------------------- | ------------------------- | ------------------------- |
| Num                       | Ciclista                  | Pos                       |
| 21                        | Julian Alaphilippe (FRA)  | 72.                       |
| 22                        | Álvaro Hodeg (COL)        | 114.                      |
| 23                        | Mikkel Honoré (DEN)       | 113.                      |
| 24                        | Bob Jungels (LUX)         | 66.                       |
| 25                        | Jannik Steimle (GER)      | 111.                      |
| 26                        | Bert Van Lerberghe (BEL)  | 109.                      |

| Movistar Team MOV | Movistar Team MOV             | Movistar Team MOV |
| ----------------- | ----------------------------- | ----------------- |
| Num               | Ciclista                      | Pos               |
| 31                | Juan Diego Alba (COL)         | 24.               |
| 32                | Carlos Alberto Betancur (COL) | 92.               |
| 33                | Matteo Jorgenson (USA)        | 95.               |
| 34                | Einer Rubio (COL)             | 77.               |
| 35                | Eduardo Sepúlveda (ARG)       | 64.               |
| 36                | Carlos Verona (ESP)           | 84.               |

| EF Pro Cycling EF1 | EF Pro Cycling EF1           | EF Pro Cycling EF1 |
| ------------------ | ---------------------------- | ------------------ |
| Num                | Ciclista                     | Pos                |
| 41                 | Rigoberto Urán (COL)         | 58.                |
| 42                 | Lawson Craddock (USA)        | 120.               |
| 43                 | Sergio Higuita (COL)         | 1.                 |
| 44                 | Daniel Felipe Martínez (COL) | 2.                 |
| 45                 | Jonathan Caicedo (ECU)       | 3.                 |
| 46                 | Tejay van Garderen (USA)     | 106.               |

| Israel Start-Up Nation ISN | Israel Start-Up Nation ISN | Israel Start-Up Nation ISN |
| -------------------------- | -------------------------- | -------------------------- |
| Num                        | Ciclista                   | Pos                        |
| 51                         | Edwin Ávila (COL)          | 29.                        |
| 52                         | Matteo Badilatti (SUI)     | 13.                        |
| 53                         | Itamar Einhorn (ISR)       | DNF-5                      |
| 54                         | Travis McCabe (USA)        | 99.                        |
| 55                         | Patrick Schelling (SUI)    | 40.                        |
| 56                         | Daniel Turek (CZE)         | 79.                        |

| Androni Giocattoli-Sidermec ANS | Androni Giocattoli-Sidermec ANS | Androni Giocattoli-Sidermec ANS |
| ------------------------------- | ------------------------------- | ------------------------------- |
| Num                             | Ciclista                        | Pos                             |
| 61                              | Miguel Flórez López (COL)       | 5.                              |
| 62                              | Daniel Muñoz (COL)              | 43.                             |
| 63                              | Simon Pellaud (SUI)             | 80.                             |
| 64                              | Jhonatan Restrepo (COL)         | 67.                             |
| 65                              | Josip Rumac (CRO)               | HD-6                            |
| 66                              | Matteo Spreafico (ITA)          | 86.                             |

| Vini Zabù-KTM THR | Vini Zabù-KTM THR       | Vini Zabù-KTM THR |
| ----------------- | ----------------------- | ----------------- |
| Num               | Ciclista                | Pos               |
| 71                | Etienne van Empel (NED) | 115.              |
| 72                | James Mitri (NZL)       | 131.              |
| 73                | Roberto González (PAN)  | 108.              |
| 74                | Matteo De Bonis (ITA)   | 127.              |
| 75                | Veljko Stojnić (SRB)    | 116.              |
| 76                | Umberto Marengo (ITA)   | 105.              |

| Team Novo Nordisk TNN | Team Novo Nordisk TNN  | Team Novo Nordisk TNN |
| --------------------- | ---------------------- | --------------------- |
| Num                   | Ciclista               | Pos                   |
| 81                    | Oliver Behringer (SUI) | 129.                  |
| 82                    | Sam Brand (GBR)        | 119.                  |
| 83                    | Joonas Henttala (FIN)  | 122.                  |
| 84                    | David Lozano (ESP)     | 123.                  |
| 85                    | Andrea Peron (ITA)     | NP-1                  |
| 86                    | Ulugbek Saidov (UZB)   | HD-3                  |

| Uno-X Norwegian Development UXT | Uno-X Norwegian Development UXT | Uno-X Norwegian Development UXT |
| ------------------------------- | ------------------------------- | ------------------------------- |
| Num                             | Ciclista                        | Pos                             |
| 91                              | Torstein Træen (NOR)            | 9.                              |
| 92                              | Jonas Abrahamsen (NOR)          | 121.                            |
| 93                              | Lars Saugstad (NOR)             | 88.                             |
| 94                              | Martin Bugge Urianstad (NOR)    | DNF-3                           |
| 95                              | Idar Andersen (NOR)             | 41.                             |
| 96                              | Jonas Iversby Hvideberg (NOR)   | 91.                             |

| Rally Cycling RLY | Rally Cycling RLY     | Rally Cycling RLY |
| ----------------- | --------------------- | ----------------- |
| Num               | Ciclista              | Pos               |
| 101               | Rob Britton (CAN)     | NP-3              |
| 102               | Nathan Brown (USA)    | 74.               |
| 103               | Robin Carpenter (USA) | 102.              |
| 104               | Colin Joyce (USA)     | 96.               |
| 105               | Gavin Mannion (USA)   | 19.               |
| 106               | Kyle Murphy (USA)     | 35.               |

| Agrupación Virgen de Fátima-SaddleDrunk AVF | Agrupación Virgen de Fátima-SaddleDrunk AVF | Agrupación Virgen de Fátima-SaddleDrunk AVF |
| ------------------------------------------- | ------------------------------------------- | ------------------------------------------- |
| Num                                         | Ciclista                                    | Pos                                         |
| 111                                         | Santiago Sánchez (ARG)                      | DNF-3                                       |
| 112                                         | Nicolás Naranjo (ARG)                       | DNF-3                                       |
| 113                                         | Leandro Velardez (ARG)                      | DNF-3                                       |
| 114                                         | Daniel Juárez (ARG)                         | HD-6                                        |
| 115                                         | Gabriel Juárez (ARG)                        | DNF-3                                       |
| 116                                         | Carlos Alberto Soto (ARG)                   | DNF-3                                       |

| Canel's Pro Cycling CAS | Canel's Pro Cycling CAS      | Canel's Pro Cycling CAS |
| ----------------------- | ---------------------------- | ----------------------- |
| Num                     | Ciclista                     | Pos                     |
| 121                     | Efrén Santos (MEX)           | 46.                     |
| 122                     | Santiago Ordóñez (COL)       | 52.                     |
| 123                     | Eduardo Corte (MEX)          | 73.                     |
| 124                     | Juan Francisco Rosales (MEX) | 48.                     |
| 125                     | Pablo Alarcón (CHI)          | 124.                    |
| 126                     | Jesús Morales Martínez (MEX) | 128.                    |

| Efapel EFP | Efapel EFP             | Efapel EFP |
| ---------- | ---------------------- | ---------- |
| Num        | Ciclista               | Pos        |
| 131        | Jóni Brandão (POR)     | 103.       |
| 132        | António Carvalho (POR) | NP-5       |
| 133        | César Fonte (POR)      | 65.        |
| 134        | Rafael Silva (POR)     | 97.        |
| 135        | Nicolás Sáenz (COL)    | 38.        |
| 136        | Gerard Armillas (ESP)  | 82.        |

| Illuminate ILU | Illuminate ILU           | Illuminate ILU |
| -------------- | ------------------------ | -------------- |
| Num            | Ciclista                 | Pos            |
| 141            | Rodolfo Torres (COL)     | 39.            |
| 142            | Félix Barón (COL)        | 55.            |
| 143            | Kristian Yustre (COL)    | 68.            |
| 144            | Camilo Castiblanco (COL) | 69.            |
| 145            | Cameron Piper (USA)      | 117.           |
| 146            | Matthieu Jeannès (FRA)   | 47.            |

| Amore & Vita-Prodir AMO | Amore & Vita-Prodir AMO   | Amore & Vita-Prodir AMO |
| ----------------------- | ------------------------- | ----------------------- |
| Num                     | Ciclista                  | Pos                     |
| 151                     | Davide Appollonio (ITA)   | DQ-2                    |
| 152                     | Viesturs Lukševics (LAT)  | 54.                     |
| 153                     | Māris Bogdanovičs (LAT)   | 110.                    |
| 154                     | Riccardo Marchesini (ITA) | 104.                    |
| 155                     | Antonio Zullo (ITA)       | DNF-3                   |

| Medellín MED | Medellín MED              | Medellín MED |
| ------------ | ------------------------- | ------------ |
| Num          | Ciclista                  | Pos          |
| 161          | Óscar Sevilla (ESP)       | 16.          |
| 162          | Fabio Duarte (COL)        | 63.          |
| 163          | Robinson Chalapud (COL)   | 51.          |
| 164          | Róbigzon Oyola (COL)      | 70.          |
| 165          | Brayan Sánchez (COL)      | 53.          |
| 166          | José Tito Hernández (COL) | 37.          |

| Colombia Tierra de Atletas-GW Bicicletas CTA | Colombia Tierra de Atletas-GW Bicicletas CTA | Colombia Tierra de Atletas-GW Bicicletas CTA |
| -------------------------------------------- | -------------------------------------------- | -------------------------------------------- |
| Num                                          | Ciclista                                     | Pos                                          |
| 171                                          | Darwin Atapuma (COL)                         | 45.                                          |
| 172                                          | Hernán Aguirre (COL)                         | 8.                                           |
| 173                                          | Diego Camargo (COL)                          | 11.                                          |
| 174                                          | Jesús David Peña (COL)                       | 25.                                          |
| 175                                          | Omar Mendoza (COL)                           | 61.                                          |
| 176                                          | Óscar Quiroz (COL)                           | 90.                                          |

| EPM-Scott EPM | EPM-Scott EPM              | EPM-Scott EPM |
| ------------- | -------------------------- | ------------- |
| Num           | Ciclista                   | Pos           |
| 181           | Ángel Alexander Gil (COL)  | 14.           |
| 182           | Aldemar Reyes Ortega (COL) | 15.           |
| 183           | Juan Pablo Suárez (COL)    | 78.           |
| 184           | Germán Chávez (COL)        | 23.           |
| 185           | Freddy Montaña (COL)       | 6.            |
| 186           | Diego Ochoa (COL)          | 28.           |

| Equipo Continental Orgullo Paisa EOP | Equipo Continental Orgullo Paisa EOP | Equipo Continental Orgullo Paisa EOP |
| ------------------------------------ | ------------------------------------ | ------------------------------------ |
| Num                                  | Ciclista                             | Pos                                  |
| 191                                  | Danny Osorio (COL)                   | 31.                                  |
| 192                                  | Frank Osorio (COL)                   | 56.                                  |
| 193                                  | Johan Colón (COL)                    | 101.                                 |
| 194                                  | Edison Muñoz (COL)                   | 93.                                  |
| 195                                  | Sebastián Castaño (COL)              | 94.                                  |
| 196                                  | Didier Chaparro (COL)                | 22.                                  |

| Equipo Continental Supergiros ECS | Equipo Continental Supergiros ECS | Equipo Continental Supergiros ECS |
| --------------------------------- | --------------------------------- | --------------------------------- |
| Num                               | Ciclista                          | Pos                               |
| 201                               | Walter Pedraza (COL)              | 21.                               |
| 202                               | Edwin Carvajal (COL)              | 71.                               |
| 203                               | Bernardo Suaza (COL)              | 50.                               |
| 204                               | Bryan Gomez (COL)                 | DNF-3                             |
| 205                               | Rubén Acosta (COL)                | 36.                               |
| 206                               | Jordan Tabares (COL)              | 60.                               |

| Bardiani CSF Faizanè BCF | Bardiani CSF Faizanè BCF  | Bardiani CSF Faizanè BCF |
| ------------------------ | ------------------------- | ------------------------ |
| Num                      | Ciclista                  | Pos                      |
| 211                      | Marco Benfatto (ITA)      | DNF-4                    |
| 212                      | Nicolas Dalla Valle (ITA) | NP-5                     |
| 213                      | Iuri Filosi (ITA)         | 83.                      |
| 214                      | Mirco Maestri (ITA)       | 81.                      |
| 215                      | Alessandro Tonelli (ITA)  | 100.                     |
| 216                      | Filippo Zaccanti (ITA)    | DNF-6                    |

| Colômbia COL | Colômbia COL      | Colômbia COL |
| ------------ | ----------------- | ------------ |
| Num          | Ciclista          | Pos          |
| 221          | Esteban Chaves    | 7.           |
| 222          | Santiago Buitrago | 49.          |
| 223          | Yecid Sierra      | 75.          |
| 224          | Heiner Parra      | 27.          |
| 225          | Brayan Chaves     | 85.          |
| 226          | Julián Molano     | 98.          |

| Brasil BRA | Brasil BRA                 | Brasil BRA |
| ---------- | -------------------------- | ---------- |
| Num        | Ciclista                   | Pos        |
| 231        | Vitor Zucco Schizzi        | DNF-4      |
| 232        | Alessandro Guimarães       | DNF-5      |
| 233        | Vinícius Rangel            | DNF-3      |
| 234        | Lauro César Chaman         | DNF-5      |
| 235        | Marcos Nascimento Da Matta | 130.       |
| 236        | Renan Ladewig Quadri       | DNF-3      |

| Rússia RUS | Rússia RUS           | Rússia RUS |
| ---------- | -------------------- | ---------- |
| Num        | Ciclista             | Pos        |
| 241        | Gleb Syrica          | DNF-3      |
| 242        | Nikita Bersenev      | DNF-4      |
| 243        | Aleksandr Smirnov    | 125.       |
| 244        | Dmitry Mukhomediarov | 126.       |
| 245        | Lev Gonov            | 118.       |
| 246        | Ivan Smirnov         | 112.       |

| Equador ECU | Equador ECU           | Equador ECU |
| ----------- | --------------------- | ----------- |
| Num         | Ciclista              | Pos         |
| 251         | Jorge Luis Montenegro | 62.         |
| 252         | Segundo Navarrete     | 89.         |
| 253         | Richard Huera         | 20.         |
| 254         | Byron Guamá           | 33.         |
| 255         | Santiago Montenegro   | 26.         |
| 256         | Harold Martín López   | 32.         |

| Venezuela VEN | Venezuela VEN    | Venezuela VEN |
| ------------- | ---------------- | ------------- |
| Num           | Ciclista         | Pos           |
| 261           | José Alarcón     | 34.           |
| 262           | Rionel Campos    | 57.           |
| 263           | Leonel Quintero  | DNF-5         |
| 264           | Anderson Paredes | 107.          |
| 265           | Yonathan Salinas | 76.           |
| 266           | José Rujano      | 42.           |

| Team Ineos INS | Team Ineos INS         | Team Ineos INS |
| -------------- | ---------------------- | -------------- |
| Num            | Ciclista               | Pos            |
| 1              | Egan Bernal (COL)      | 4.             |
| 2              | Richard Carapaz (ECU)  | 30.            |
| 3              | Sebastián Henao (COL)  | NP-6           |
| 4              | Jhonatan Narváez (ECU) | 59.            |
| 5              | Brandon Rivera (COL)   | 44.            |
| 6              | Leonardo Basso (ITA)   | DNF-3          |

| UAE Team Emirates UAD | UAE Team Emirates UAD       | UAE Team Emirates UAD |
| --------------------- | --------------------------- | --------------------- |
| Num                   | Ciclista                    | Pos                   |
| 11                    | Andrés Camilo Ardila (COL)  | 17.                   |
| 12                    | Fabio Aru (ITA)             | 12.                   |
| 13                    | Sergio Henao (COL)          | 10.                   |
| 14                    | Juan Sebastián Molano (COL) | 87.                   |
| 15                    | Cristian Camilo Muñoz (COL) | 18.                   |
| 16                    | Maximiliano Richeze (ARG)   | NP-6                  |

| Deceuninck-Quick Step DQT | Deceuninck-Quick Step DQT | Deceuninck-Quick Step DQT |
| ------------------------- | ------------------------- | ------------------------- |
| Num                       | Ciclista                  | Pos                       |
| 21                        | Julian Alaphilippe (FRA)  | 72.                       |
| 22                        | Álvaro Hodeg (COL)        | 114.                      |
| 23                        | Mikkel Honoré (DEN)       | 113.                      |
| 24                        | Bob Jungels (LUX)         | 66.                       |
| 25                        | Jannik Steimle (GER)      | 111.                      |
| 26                        | Bert Van Lerberghe (BEL)  | 109.                      |

| Movistar Team MOV | Movistar Team MOV             | Movistar Team MOV |
| ----------------- | ----------------------------- | ----------------- |
| Num               | Ciclista                      | Pos               |
| 31                | Juan Diego Alba (COL)         | 24.               |
| 32                | Carlos Alberto Betancur (COL) | 92.               |
| 33                | Matteo Jorgenson (USA)        | 95.               |
| 34                | Einer Rubio (COL)             | 77.               |
| 35                | Eduardo Sepúlveda (ARG)       | 64.               |
| 36                | Carlos Verona (ESP)           | 84.               |

| EF Pro Cycling EF1 | EF Pro Cycling EF1           | EF Pro Cycling EF1 |
| ------------------ | ---------------------------- | ------------------ |
| Num                | Ciclista                     | Pos                |
| 41                 | Rigoberto Urán (COL)         | 58.                |
| 42                 | Lawson Craddock (USA)        | 120.               |
| 43                 | Sergio Higuita (COL)         | 1.                 |
| 44                 | Daniel Felipe Martínez (COL) | 2.                 |
| 45                 | Jonathan Caicedo (ECU)       | 3.                 |
| 46                 | Tejay van Garderen (USA)     | 106.               |

| Israel Start-Up Nation ISN | Israel Start-Up Nation ISN | Israel Start-Up Nation ISN |
| -------------------------- | -------------------------- | -------------------------- |
| Num                        | Ciclista                   | Pos                        |
| 51                         | Edwin Ávila (COL)          | 29.                        |
| 52                         | Matteo Badilatti (SUI)     | 13.                        |
| 53                         | Itamar Einhorn (ISR)       | DNF-5                      |
| 54                         | Travis McCabe (USA)        | 99.                        |
| 55                         | Patrick Schelling (SUI)    | 40.                        |
| 56                         | Daniel Turek (CZE)         | 79.                        |

| Androni Giocattoli-Sidermec ANS | Androni Giocattoli-Sidermec ANS | Androni Giocattoli-Sidermec ANS |
| ------------------------------- | ------------------------------- | ------------------------------- |
| Num                             | Ciclista                        | Pos                             |
| 61                              | Miguel Flórez López (COL)       | 5.                              |
| 62                              | Daniel Muñoz (COL)              | 43.                             |
| 63                              | Simon Pellaud (SUI)             | 80.                             |
| 64                              | Jhonatan Restrepo (COL)         | 67.                             |
| 65                              | Josip Rumac (CRO)               | HD-6                            |
| 66                              | Matteo Spreafico (ITA)          | 86.                             |

| Vini Zabù-KTM THR | Vini Zabù-KTM THR       | Vini Zabù-KTM THR |
| ----------------- | ----------------------- | ----------------- |
| Num               | Ciclista                | Pos               |
| 71                | Etienne van Empel (NED) | 115.              |
| 72                | James Mitri (NZL)       | 131.              |
| 73                | Roberto González (PAN)  | 108.              |
| 74                | Matteo De Bonis (ITA)   | 127.              |
| 75                | Veljko Stojnić (SRB)    | 116.              |
| 76                | Umberto Marengo (ITA)   | 105.              |

| Team Novo Nordisk TNN | Team Novo Nordisk TNN  | Team Novo Nordisk TNN |
| --------------------- | ---------------------- | --------------------- |
| Num                   | Ciclista               | Pos                   |
| 81                    | Oliver Behringer (SUI) | 129.                  |
| 82                    | Sam Brand (GBR)        | 119.                  |
| 83                    | Joonas Henttala (FIN)  | 122.                  |
| 84                    | David Lozano (ESP)     | 123.                  |
| 85                    | Andrea Peron (ITA)     | NP-1                  |
| 86                    | Ulugbek Saidov (UZB)   | HD-3                  |

| Uno-X Norwegian Development UXT | Uno-X Norwegian Development UXT | Uno-X Norwegian Development UXT |
| ------------------------------- | ------------------------------- | ------------------------------- |
| Num                             | Ciclista                        | Pos                             |
| 91                              | Torstein Træen (NOR)            | 9.                              |
| 92                              | Jonas Abrahamsen (NOR)          | 121.                            |
| 93                              | Lars Saugstad (NOR)             | 88.                             |
| 94                              | Martin Bugge Urianstad (NOR)    | DNF-3                           |
| 95                              | Idar Andersen (NOR)             | 41.                             |
| 96                              | Jonas Iversby Hvideberg (NOR)   | 91.                             |

| Rally Cycling RLY | Rally Cycling RLY     | Rally Cycling RLY |
| ----------------- | --------------------- | ----------------- |
| Num               | Ciclista              | Pos               |
| 101               | Rob Britton (CAN)     | NP-3              |
| 102               | Nathan Brown (USA)    | 74.               |
| 103               | Robin Carpenter (USA) | 102.              |
| 104               | Colin Joyce (USA)     | 96.               |
| 105               | Gavin Mannion (USA)   | 19.               |
| 106               | Kyle Murphy (USA)     | 35.               |

| Agrupación Virgen de Fátima-SaddleDrunk AVF | Agrupación Virgen de Fátima-SaddleDrunk AVF | Agrupación Virgen de Fátima-SaddleDrunk AVF |
| ------------------------------------------- | ------------------------------------------- | ------------------------------------------- |
| Num                                         | Ciclista                                    | Pos                                         |
| 111                                         | Santiago Sánchez (ARG)                      | DNF-3                                       |
| 112                                         | Nicolás Naranjo (ARG)                       | DNF-3                                       |
| 113                                         | Leandro Velardez (ARG)                      | DNF-3                                       |
| 114                                         | Daniel Juárez (ARG)                         | HD-6                                        |
| 115                                         | Gabriel Juárez (ARG)                        | DNF-3                                       |
| 116                                         | Carlos Alberto Soto (ARG)                   | DNF-3                                       |

| Canel's Pro Cycling CAS | Canel's Pro Cycling CAS      | Canel's Pro Cycling CAS |
| ----------------------- | ---------------------------- | ----------------------- |
| Num                     | Ciclista                     | Pos                     |
| 121                     | Efrén Santos (MEX)           | 46.                     |
| 122                     | Santiago Ordóñez (COL)       | 52.                     |
| 123                     | Eduardo Corte (MEX)          | 73.                     |
| 124                     | Juan Francisco Rosales (MEX) | 48.                     |
| 125                     | Pablo Alarcón (CHI)          | 124.                    |
| 126                     | Jesús Morales Martínez (MEX) | 128.                    |

| Efapel EFP | Efapel EFP             | Efapel EFP |
| ---------- | ---------------------- | ---------- |
| Num        | Ciclista               | Pos        |
| 131        | Jóni Brandão (POR)     | 103.       |
| 132        | António Carvalho (POR) | NP-5       |
| 133        | César Fonte (POR)      | 65.        |
| 134        | Rafael Silva (POR)     | 97.        |
| 135        | Nicolás Sáenz (COL)    | 38.        |
| 136        | Gerard Armillas (ESP)  | 82.        |

| Illuminate ILU | Illuminate ILU           | Illuminate ILU |
| -------------- | ------------------------ | -------------- |
| Num            | Ciclista                 | Pos            |
| 141            | Rodolfo Torres (COL)     | 39.            |
| 142            | Félix Barón (COL)        | 55.            |
| 143            | Kristian Yustre (COL)    | 68.            |
| 144            | Camilo Castiblanco (COL) | 69.            |
| 145            | Cameron Piper (USA)      | 117.           |
| 146            | Matthieu Jeannès (FRA)   | 47.            |

| Amore & Vita-Prodir AMO | Amore & Vita-Prodir AMO   | Amore & Vita-Prodir AMO |
| ----------------------- | ------------------------- | ----------------------- |
| Num                     | Ciclista                  | Pos                     |
| 151                     | Davide Appollonio (ITA)   | DQ-2                    |
| 152                     | Viesturs Lukševics (LAT)  | 54.                     |
| 153                     | Māris Bogdanovičs (LAT)   | 110.                    |
| 154                     | Riccardo Marchesini (ITA) | 104.                    |
| 155                     | Antonio Zullo (ITA)       | DNF-3                   |

| Medellín MED | Medellín MED              | Medellín MED |
| ------------ | ------------------------- | ------------ |
| Num          | Ciclista                  | Pos          |
| 161          | Óscar Sevilla (ESP)       | 16.          |
| 162          | Fabio Duarte (COL)        | 63.          |
| 163          | Robinson Chalapud (COL)   | 51.          |
| 164          | Róbigzon Oyola (COL)      | 70.          |
| 165          | Brayan Sánchez (COL)      | 53.          |
| 166          | José Tito Hernández (COL) | 37.          |

| Colombia Tierra de Atletas-GW Bicicletas CTA | Colombia Tierra de Atletas-GW Bicicletas CTA | Colombia Tierra de Atletas-GW Bicicletas CTA |
| -------------------------------------------- | -------------------------------------------- | -------------------------------------------- |
| Num                                          | Ciclista                                     | Pos                                          |
| 171                                          | Darwin Atapuma (COL)                         | 45.                                          |
| 172                                          | Hernán Aguirre (COL)                         | 8.                                           |
| 173                                          | Diego Camargo (COL)                          | 11.                                          |
| 174                                          | Jesús David Peña (COL)                       | 25.                                          |
| 175                                          | Omar Mendoza (COL)                           | 61.                                          |
| 176                                          | Óscar Quiroz (COL)                           | 90.                                          |

| EPM-Scott EPM | EPM-Scott EPM              | EPM-Scott EPM |
| ------------- | -------------------------- | ------------- |
| Num           | Ciclista                   | Pos           |
| 181           | Ángel Alexander Gil (COL)  | 14.           |
| 182           | Aldemar Reyes Ortega (COL) | 15.           |
| 183           | Juan Pablo Suárez (COL)    | 78.           |
| 184           | Germán Chávez (COL)        | 23.           |
| 185           | Freddy Montaña (COL)       | 6.            |
| 186           | Diego Ochoa (COL)          | 28.           |

| Equipo Continental Orgullo Paisa EOP | Equipo Continental Orgullo Paisa EOP | Equipo Continental Orgullo Paisa EOP |
| ------------------------------------ | ------------------------------------ | ------------------------------------ |
| Num                                  | Ciclista                             | Pos                                  |
| 191                                  | Danny Osorio (COL)                   | 31.                                  |
| 192                                  | Frank Osorio (COL)                   | 56.                                  |
| 193                                  | Johan Colón (COL)                    | 101.                                 |
| 194                                  | Edison Muñoz (COL)                   | 93.                                  |
| 195                                  | Sebastián Castaño (COL)              | 94.                                  |
| 196                                  | Didier Chaparro (COL)                | 22.                                  |

| Equipo Continental Supergiros ECS | Equipo Continental Supergiros ECS | Equipo Continental Supergiros ECS |
| --------------------------------- | --------------------------------- | --------------------------------- |
| Num                               | Ciclista                          | Pos                               |
| 201                               | Walter Pedraza (COL)              | 21.                               |
| 202                               | Edwin Carvajal (COL)              | 71.                               |
| 203                               | Bernardo Suaza (COL)              | 50.                               |
| 204                               | Bryan Gomez (COL)                 | DNF-3                             |
| 205                               | Rubén Acosta (COL)                | 36.                               |
| 206                               | Jordan Tabares (COL)              | 60.                               |

| Bardiani CSF Faizanè BCF | Bardiani CSF Faizanè BCF  | Bardiani CSF Faizanè BCF |
| ------------------------ | ------------------------- | ------------------------ |
| Num                      | Ciclista                  | Pos                      |
| 211                      | Marco Benfatto (ITA)      | DNF-4                    |
| 212                      | Nicolas Dalla Valle (ITA) | NP-5                     |
| 213                      | Iuri Filosi (ITA)         | 83.                      |
| 214                      | Mirco Maestri (ITA)       | 81.                      |
| 215                      | Alessandro Tonelli (ITA)  | 100.                     |
| 216                      | Filippo Zaccanti (ITA)    | DNF-6                    |

| Colômbia COL | Colômbia COL      | Colômbia COL |
| ------------ | ----------------- | ------------ |
| Num          | Ciclista          | Pos          |
| 221          | Esteban Chaves    | 7.           |
| 222          | Santiago Buitrago | 49.          |
| 223          | Yecid Sierra      | 75.          |
| 224          | Heiner Parra      | 27.          |
| 225          | Brayan Chaves     | 85.          |
| 226          | Julián Molano     | 98.          |

| Brasil BRA | Brasil BRA                 | Brasil BRA |
| ---------- | -------------------------- | ---------- |
| Num        | Ciclista                   | Pos        |
| 231        | Vitor Zucco Schizzi        | DNF-4      |
| 232        | Alessandro Guimarães       | DNF-5      |
| 233        | Vinícius Rangel            | DNF-3      |
| 234        | Lauro César Chaman         | DNF-5      |
| 235        | Marcos Nascimento Da Matta | 130.       |
| 236        | Renan Ladewig Quadri       | DNF-3      |

| Rússia RUS | Rússia RUS           | Rússia RUS |
| ---------- | -------------------- | ---------- |
| Num        | Ciclista             | Pos        |
| 241        | Gleb Syrica          | DNF-3      |
| 242        | Nikita Bersenev      | DNF-4      |
| 243        | Aleksandr Smirnov    | 125.       |
| 244        | Dmitry Mukhomediarov | 126.       |
| 245        | Lev Gonov            | 118.       |
| 246        | Ivan Smirnov         | 112.       |

| Equador ECU | Equador ECU           | Equador ECU |
| ----------- | --------------------- | ----------- |
| Num         | Ciclista              | Pos         |
| 251         | Jorge Luis Montenegro | 62.         |
| 252         | Segundo Navarrete     | 89.         |
| 253         | Richard Huera         | 20.         |
| 254         | Byron Guamá           | 33.         |
| 255         | Santiago Montenegro   | 26.         |
| 256         | Harold Martín López   | 32.         |

| Venezuela VEN | Venezuela VEN    | Venezuela VEN |
| ------------- | ---------------- | ------------- |
| Num           | Ciclista         | Pos           |
| 261           | José Alarcón     | 34.           |
| 262           | Rionel Campos    | 57.           |
| 263           | Leonel Quintero  | DNF-5         |
| 264           | Anderson Paredes | 107.          |
| 265           | Yonathan Salinas | 76.           |
| 266           | José Rujano      | 42.           |

Convenções:
- AB-N: Abandono na etapa "N"
- FLT-N: Retiro por chegada fora do limite de tempo na etapa "N"
- NTS-N: Não tomou a saída para a etapa "N"
- DES-N: Desclassificado ou expulsado na etapa "N"

## UCI World Ranking
O Tour Colombia outorgou pontos para o UCI World Ranking para corredores das equipas nas categorias UCI WorldTeam, UCI ProTeam e Continental. As seguintes tabelas mostram o barómetro de pontuação e os 10 corredores que obtiveram mais pontos:
| Posição             | 1.º | 2.º | 3.º | 4.º | 5.º | 6.º | 7.º | 8.º | 9.º | 10.º | 11.º | 12.º | 13.º-15.º | 16.º-25.º |
| Classificação geral | 125 | 85  | 70  | 60  | 50  | 40  | 35  | 30  | 25  | 20   | 15   | 10   | 5         | 3         |
| Por etapa           | 14  | 5   | 3   |     |     |     |     |     |     |      |      |      |           |           |
| Líder               | 3   |     |     |     |     |     |     |     |     |      |      |      |           |           |

| Classificação |                        |                                          |       |       |       |        |
| Posição       | Ciclista               | Equipa                                   | Geral | Etapa | Líder | Total  |
| ------------- | ---------------------- | ---------------------------------------- | ----- | ----- | ----- | ------ |
| 1.º           | Sergio Higuita         | EF                                       | 125   | 21,33 | 6     | 152,33 |
| 2.º           | Daniel Felipe Martínez | EF                                       | 85    | 16,33 | -     | 101,33 |
| 3.º           | Jonathan Caicedo       | EF                                       | 70    | 2,33  | 9     | 81,33  |
| 4.º           | Egan Bernal            | INEOS                                    | 60    | 8,5   | -     | 68,5   |
| 5.º           | Miguel Flórez López    | Androni Giocattoli-Sidermec              | 50    | -     | -     | 50     |
| 6.º           | Juan Sebastián Molano  | UAE Emirates                             | -     | 42    | -     | 42     |
| 7.º           | Freddy Montaña         | EPM-Scott                                | 40    | -     | -     | 40     |
| 8.º           | Esteban Chaves         | Selecção da Colômbia                     | 35    | -     | -     | 35     |
| 9.º           | Hernán Aguirre         | Colombia Tierra de Atletas-GW Bicicletas | 30    | -     | -     | 30     |
| 10.º          | Torstein Træem         | Uno-X Norwegian Development              | 25    | -     | -     | 25     |